# 中二病でも恋がしたい!
『中二病でも恋がしたい！』（ちゅうにびょうでもこいがしたい）は、虎虎による日本のライトノベル。イラストは逢坂望美が担当している。略称は「中二恋」、「中二病」、「中恋」。KAエスマ文庫第1弾の1つとして刊行された。1巻は第1回京都アニメーション大賞奨励賞受賞作で「着眼点とアイデアが面白く文章のセンスもある」と評価された。
2012年10月から12月までテレビアニメの第1期が放送され、2013年9月14日に劇場版が公開された。2014年1月から3月までテレビアニメ第2期が放送された。2018年1月6日に完全オリジナルでの劇場版第2作が公開された。
元・中二病で高校1年生の富樫勇太と、同学年で現役・中二病の小鳥遊六花を軸として周囲を巻き込みながら展開していく学園ラブコメディ作品。

## あらすじ
第1巻
高校に進学してから2ヶ月、無口で常に右目に眼帯をつけ左腕に包帯を巻いた小鳥遊六花は未だにクラスに馴染めずにいた。ある日、富樫勇太は些細な出来事から六花に接触することになる。唐突にカラコンの右眼を晒して「契約完了」と呟き、「小鳥遊」ではなく「六花」と呼べと要求し、先生にも意味不明の言動を示して戸惑わせる。その言動は中二病だった。
数学の成績が絶望的な六花のために、勉強を見る様に先生から頼まれた勇太は放課後に勉強会を開く。六花は中二病的言動で誤魔化して逃げ出そうとするが、ガムで釣って引き戻しながら根気よく教え、数学の実力も上がって行く。勉強会を六花の家でも開き彼女の生活の様子も知る。家族から疎んじられ離れて一人暮らしをしているのは「自分のせい」だという。
遠足の日、いつもは「闇の力を発揮」しパワフルな六花もバスに酔いグロッキーに。勇太はなんとなく介抱し面倒を見つつも共に行事を楽しんでいたが何時の間にか六花の姿が見えなくなる。級友と手分けして彼女を捜しているときに、六花の中二病を目の敵にしていたクラス委員長の丹生谷森夏から、「自分が中二病を嫌うのは過去に自分がそうだったから（ただし本人は六花の様な邪気眼系では無かったと主張）」ということを知る。ようやく見つけ出した六花は、行方不明の父を捜していたこと、自分の「力」は父から引き継いだものだと話す。
そして追試の当日、彼女は学校に来なかった。勇太は六花の部屋に赴き、そこで、何故学校に来なかったか、そして勇太を「契約者」に選んだかを明かされる。
第2巻
恋人同士になった勇太と六花は初めてのデートに臨む。水族館でも相変わらず中二病的言動の六花に突っ込みをいれる勇太、水族館を出たあとは六花の自転車の練習もした。
学校でも仲睦まじい勇太と六花の前に、異形の風体の少女が現れる。彼女は中学時代の勇太の同級生で唯一の理解者であった七宮智音だった。七宮は勇太との再会を喜ぶが、六花の嫉妬を招く。また、七宮は転校先の中学で同級生だった丹生谷の所にも押しかけ、当時のことを暴露して悶えさせる。
ある日、六花が七宮に誘拐される。七宮の遺したメッセージを手懸りに丹生谷が居場所を解き明かし、勇太はそこに駆けつける。勇太に対峙した七宮は予てからの思いを告白するが、勇太は六花が恋人であると告げる。
第3巻
夏休み明け初日、勇太と六花の元に1つ上の学年の天虹旱が現れ、突然土下座をしてきた。勇太が事情を訊くと、旱が所属する『個性派演劇部』の文化祭で行う最終公演の出演者に六花が欲しいとのことだった。六花はクラス発表のダンスもあったが乗り気で、勇太も六花がやると言うので助っ人として参加。また七宮も助っ人に加わり、旱と『個性派演劇部』の部員である五月七日くみんと共に、演目『プリンセス☆アッシュ』の練習を始めるが、実はその演目は文化祭でゲリラでやることが旱から告げられた。そんな中、勇太は旱から7色の髪など、旱が個性的な性格になった過去を聞くことになる。
迎えた文化祭本番。勇太と六花たちのクラスは、丹生谷の指揮のもと、ダンス発表は成功する。そのあとすぐに『プリンセス☆アッシュ』の演目を始めるが、途中で教師たちが制止に入り、中止せざるを得なくなる。しかし、旱たちは満足し、演目を書いたウサミミ先輩（かつてのネコミミ先輩）との再会も果たす。
後夜祭で旱たちは体育祭のクラブ対抗リレーに参加するため、『個性派演劇部』に代わり『極東魔術昼寝結社(仮)』を立ち上げることを告げた。六花が入りたがっていることを理由で、勇太も加入することになり、新たなスタートを切る。
第4巻（最終巻）

## 登場人物
当初の学年は原作小説のもの。五月七日くみんや凸守早苗など一部の登場人物は当初はアニメオリジナルキャラクターとして登場したものが小説の3巻以降でとりいれられている。

### 主要人物
富樫 勇太（とがし ゆうた）
本作の主人公。高等部1年4組→2年4組。妹が二人おり面倒見はよい。中学時代は中学生特有の電波的行動ゆえ、「魔王」や「ダークフレイムマスター」になりきり妄想を闇ノートに書き留め、呪文「闇の炎に抱かれて消えろ！」を唱えて周囲を引かせて孤独だった。後に周囲に迷惑を掛けていたことを自覚し、中二病の忌まわしい記憶を封印すると決意する。猛勉強して知り合いが行かなかった高校に進み、本人曰く充実した高校生活を満喫しているが、人気のない場所で、ふと中二病的なセリフを漏らしたり、制服の下に「闇」の一文字が入ったTシャツを着て登校するなど未だ社会的寛解しておらず、Tシャツの件などは周囲に知られている。また、当時のことを指摘されたり振り返っては恥ずかしさに身悶えるが、中二病については自分の過去を反省しつつも否定せず折り合いをつけたいと考えている。
小鳥遊 六花（たかなし りっか）
本作のヒロインで劇場版「小鳥遊六花・改」の主人公。高等部1年4組→2年4組。勇太のクラスメイト。
勇太に「小鳥遊さん」と呼ばれるのを嫌がり、契約時に六花と呼ばせている。現役中二病患者で、無口無表情キャラにして「邪眼（イービルアイ）」になりきる「邪王真眼の使い手」である。「魔力を宿し、金色に輝く右目を普段は封印する」という設定で装着した眼帯の下には、金色の瞳を演出するカラーコンタクトを着けている。また、左腕には「刻まれた紋章を封印する」という設定で包帯を巻いている。アホ毛がチャームポイント。一色によれば、中学2年までは普通の明るい性格でクラスのマスコット的存在であったが、徐々に変わっていったという。1巻の終盤で契約者に勇太を選んだ理由を明かし、恋人同士になった。
アニメのキービジュアル第1弾で持っている銃は、モーゼル・シュネルフォイヤー M712で「魔を滅する聖なる銃」と設定し、自室の壁にも掛けている。他にも机の引き出しにワルサーPPKをしまってある。
丹生谷 森夏（にぶたに しんか）
高等部1年4組→2年4組。勇太のクラスメイトでクラス委員長。容姿端麗、クラスでも一、二を争う美少女で男子の人気を集めるマドンナであり「学級王」とも呼ばれる。ピンクのクリップで前髪を整えている。学業成績は優秀だが数学だけは苦手で勇太に勉強を教わろうとする。ダンス部に所属している。普段は猫をかぶり落ち着いた性格の優等生を演じるが、その裏ではやや高圧的で自己中心的な一面も持つ。勇太の過去を抉り、七宮から伝え聞いた当時の科白を突きつけて悶えさせるドSな性格。一方で「気配り気質」「心配症」と言われるほど常に周囲へ心を配り、クラス全員のために率先して行動する姿から、彼女の本性を知る者からも信頼は厚い。
実は邪気眼系ではないものの元・中二病患者で、「森夏」をもじった「もりさま」の二つ名で素敵な発言を連発していた。今はその名前で呼ばれるのを嫌がり、当時のことを指摘されたり振り返っては恥ずかしさに身悶える。その苦い経験から中二病には否定的で直ちに治療すべきという態度を取る。六花の中二病的言動にも批判的で、面と向かって難詰することもあったが、勇太との交際をきっかけに六花がクラスにとけ込み始めたことから、態度を軟化させている。六花からは闇の力を持つ自分たちと敵対する「光のモノ」と設定され、苦手意識を持たれている。また、足の裏が弱点でもある。
一色 誠（いっしき まこと）
高等部1年4組→2年3組。成績はトップクラスで風紀委員を務める短髪の男子。勇太のクラスメイトで、席も近く、高校で勇太に初めて出来た友達。「恋の現場監督」を自称し、そこはかとなく六花と仲の良い勇太に「一級フラグ建築士」の称号を奉る。六花は「魔王」勇太の手下と設定している。表向きはその名の通り真面目で誠実であり、ノリもよい性格であるが、その裏では女子のプロフィールなどの情報を集めてメモ帳に纏めるなど真面目に女子が大好きな変態で、周囲の女子にも知られている。
七宮 智音（しちみや さとね）
勇太の中学時代の同級生で中二病の女子。魔法魔王少女「ソフィアリング・SP・サターン7世」を名乗り中二病であることを自覚し中二病に徹する。勇太の憧れの対象であり、また中二病を患ったきっかけとなった人物である。唯一の友達であり理解者であったが中学2年のときに突然転校して勇太の前から姿を消した。転校先は丹生谷の出身中学校であり、丹生谷に中二病を患らわせた張本人でもある。ツインテールに結った髪の先を結び目にねじ込んでループを作る髪型をしている。学校の制服を改造した普段の服装や、左目の下に貼ったハートのシール、夏でも（アニメでは水着姿の時も）外さないロングマフラーなど、小物に至るまで、自ら設定した魔法魔王少女のキャラクターに沿って身に付けられている。「にーっはっは」という笑い方が口癖。
勇太たちの高校に闖入して、過去の出来事を思い出させて丹生谷を身悶えさせたり、勇太と六花の関係に波乱を巻き起こす。勇太を「勇者」、六花を「邪王真眼」、丹生谷を「森様（モリサマ）」と呼ぶ。

### その他の人物
九十九 七瀬（つくも ななせ）
勇太や六花らのクラスの担任。担当教科は数学。愛称は「ナナちゃん」。数学が絶望的な六花の勉強を見る様に勇太に依頼する。おっとりとした性格で、語尾に「ぅ」と付く独特の口調が特徴。英語が得意。六花の意味不明な言動に戸惑う。
一見天然に見えるが会話の結論を自分の思い通りに導くなど策士の面を見せ、六花の中二病的な発言もあしらって説き伏せたりからかう。一方で同好会設立に手を差し伸べて顧問にもなっているが、活動内容は把握していない。勇太らが進級した際にも、引き続き担任となっている。
巫部 風鈴（かんなぎ かざり）
勇太のクラスメイト。超絶美人系と言われる容姿を持ち、男子には丹生谷と並んでアイドル的人気がある。名前を「ふうりん」と呼ぶと怒るという噂があったが、既に克服しており遠足の際に通用しないことが発覚した。丹生谷と同じ中学の出身で、中二病当時のネタで彼女を的確に追い込むことができる。勇太と六花には「光」の丹生谷を超える「神」の人と称される。
大のゲーム好きという一面を持ち、中二病にも理解がある。遠足の一件がきっかけで共通の趣味を持つ六花と親しくなった。その縁で勇太とも名前で呼び合う仲になり、彼らの初デートの相談に乗っている。
笹（ささ）、三好（みよし）
森夏の所属するダンス部の部員であり親友。下の名前は「千夏」「夏野」だが、どちらがどの名前かははっきりとはしていない。森夏を含めた3人の名前全てに「夏」という字が入っていることから、3人は「さまーず」と呼ばれている。背が高く大人びた方が三好で、背が低く甘ったれた声の方が笹である。
天虹 旱（あまにじ ひでり）
原作小説第3巻に登場する、勇太の一つ上の先輩。黄色、赤、オレンジ、ピンク、紫、青、水色の7色の髪の毛を持つことから「七色の髪の乙女」と呼ばれる。
普通であることを嫌っており、勇太や六花と出会った当初から変わった言動を繰り返す。中学に入学したあたりから、自分が特別でありたいという思いがあったが、中学1年の頃に父親の不倫が原因で両親が離婚、さらに三者面談の時に担任から「普通ですね」と言われたことがきっかけとなり、自分が特別で変わった人間を目指すようになった。当初は自分を異端者であると思っていたが、勇太や六花、智音と関わっていくうちに自分がサブカル系の中二病患者であると自覚するようになる。
個性派演劇部に所属しており、個性派演劇部最後の活動として文化祭での演劇を行うことを計画するが、部員が2人しかおらず配役が出来なかったことから、旱の目から見て変わっている六花たちに近づいた。
ネコミミ先輩・ウサミミ先輩
原作小説第3巻に登場する。旱が最も尊敬し憧れる個性派演劇部の先輩。それぞれの個性を大切にする先輩で、部活中は常にネコミミをつけるという変わった人。高校を卒業してからはウサミミ先輩を名乗るようになる。なお本名は明かされていない。

### 富樫家
原作では一戸建て住宅に一家5人揃って暮らしている。第1期では父はジャカルタに単身赴任中で、母（声 - 天野由梨）と姉妹は勇太と同居していたが、年度末に母と姉妹がジャカルタに引っ越し、第2期第1話で樟葉が通学のため帰国、六花を加えた3人で暮らしている。
富樫 樟葉（とがし くずは）
富樫家の長女で、勇太の上の妹。中学1年生→2年生。不在がちの父母の代わりに家事をこなしている。料理は得意だが、なぜか男っぽい料理しか作れない。姉妹共々動物好き。
富樫 夢葉（とがし ゆめは）
富樫家の次女で、勇太の下の妹。ままごとが大好きな5歳児。

## 用語
中二病
中学二年生頃の思春期の少年少女にありがちな思い込みよる症状で、本作では自意識過剰の発露としている。いくつかの類型があるが本作の登場人物が患ったのは邪気眼系と呼ばれるもので、自分には特殊な能力があるという錯覚、万能感や、オカルト的な思考に支配されて、設定したキャラになりきるというもの。医学的な治療の必要とされる「病気」または「精神疾患」とは無関係。
邪王真眼
中二病の六花が自分に設定した「邪眼」（イービルアイ）になりきっている姿ないしは魔力を宿した右目を指す。魔力の封印という設定で、右目に金色のカラーコンタクトを入れた上に眼帯を着け、左腕に巻いた包帯の下には呪いの刻印をマジックで描いてある。開眼時にはオッドアイとなり、相手をビクっとさせる効果がある。その由来は失踪した父の能力を引き継いだもの。
アニメでは、邪王真眼発動時に晒した金色の右目から光線「ガンティンクル」を天空に撃ち放ち攻撃にも供する。また、Königin der Nachtを振り回す。その由来は中学2年生の時に、ダークフレイムマスターだった頃の勇太に憧れた六花が自身に設定したキャラクター。第1期の終盤でくみんが引き継いで「二代目・邪王真眼」となったが、後に中二病に復帰した六花のものになっている。
ダークフレイムマスター
富樫勇太が中学時代に中二病だった頃、「魔王」もしくは「魔導師」になりきっていた姿。最終形態は「闇炎神究極第二形態　ディザナ・ゲルゾニアンサス」になる、という設定だが、勇太にとっては黒歴史の中でもかなり恥ずかしい。その設定や呪文「闇の炎に抱かれて消えろ」などは、元々は七宮が考案したものの受け売り。
アニメでは、右腕に宿した黒炎龍を封印するために包帯を巻き、黒ずくめの衣装に洋風の模擬刀を「魔剣 ダーインスレイヴ」と設定して佩き、モデルガンを「魔銃 Super Government 45 mugunam」と設定して持つ他、鉤爪やスリーブガンに改造したジュニア・コルトなど持ち歩いていた。第2形態は「ゲルゾニアンサス」になる設定で、それをネタにからかわれる。ダークフレイムマスターになりきると太めの声に変わる。呪文を使うことができ、不可視境界線のことについても承知している。世界に一台しかない愛車「ダークフレイム・モービル -オメガロメオZIII-」を所有している。
もりさま・モリサマー
丹生谷森夏が中学時代に中二病だった頃に自称していた二つ名。小説では「もりさま」、アニメでは「モリサマー」となっている。
小説では素敵な発言を連発していたらしく、巫部曰く、「こんなくだらない世界なんか壊してあげるから！」と言っていたそうだ。丹生谷本人は「邪気眼では無かった」と言っているが、勇太は彼女の言動から、少しはそういう時代があったのではと思っているが、丹生谷が封印しようとしているので本当のことは分からない。
アニメ版ではレースをかぶりティアラを着けた容姿。ネットを中心に活動し、数百年の時を生きて愛の重要性を説くという設定。呪文を唱えて妄想世界に移行し、ポンポンに由来する魔道砲シルフィードを身体の左右に装備する。能力発動時には宇宙空間からも確認できる膨大なエネルギーを発する。精霊の力を得て対象を呪うことも出来るが、100回唱えないと発動できない。
銀杏祭（ぎんなんさい）
私立銀杏学園高等部で行われる文化祭。
個性派演劇部
原作小説第3巻に登場する部活。部員は旱と五月七日くみんの2人。普通の演劇部とは違う個性ある人たちで結成された。しかし、新入部員が集まらなかったことから、文化祭での演劇を最後に解散した。顧問は校長が担当しており、活動は主に校長室で行われていた。
極東魔術昼寝結社（仮）
個性派演劇部の代わりに設立した部活。六花が演劇を行ったメンバーで何かをしたいという願いを受けて、旱が新しく立ち上げた。当面の活動は未定だが、体育祭のクラブ対抗リレーには出場する予定となっている。顧問は個性派演劇部と同じく校長が受け持つ。

## 既刊一覧
- 虎虎（著） / 逢坂望美（イラスト） 『中二病でも恋がしたい！』 京都アニメーション〈KAエスマ文庫〉、全4巻
  1. 2011年5月15日初版発行（6月1日発売[5]）、ISBN 978-4-9905812-0-6
  2. 2011年12月19日初版発行（12月28日発売[6]）、ISBN 978-4-9905812-2-0
  3. 2014年3月14日初版発行（同日発売[7]）、ISBN 978-4-907064-14-3
  4. 2017年12月22日初版発行（同日発売[8]）、ISBN 978-4-907064-76-1

## アニメ
テレビアニメ第1期は原作と同じタイトルで2012年10月から12月まで放送された。第2期は『中二病でも恋がしたい！戀』のタイトルで2014年1月から3月まで放送された。
2013年9月14日に劇場版総集編が『小鳥遊六花・改 〜劇場版 中二病でも恋がしたい！〜』のタイトル公開された。2018年1月6日に新作劇場版が『 映画 中二病でも恋がしたい！ -Take On Me-』のタイトルで公開された。